# Сакрипанте, Джузеппе
Джузеппе Сакрипанте (итал. Giuseppe Sacripante; 19 марта 1642 или 1643, Нарни, Папская область — 9 сентября 1727, Рим, Папская область) — итальянский куриальный кардинал. Префект Священной Конгрегации Тридентского собора со 2 января 1696 по 4 декабря 1700. Апостольский про-датарий с 4 декабря 1700 по 12 мая 1721. Префект Священной Конгрегации Пропаганды Веры с 9 декабря 1704 по 9 сентября 1727. Камерленго Священной Коллегии кардиналов с 26 января 1705 по 25 января 1706. Кардинал-священник с 12 декабря 1695, с титулом церкви Санта-Мария-ин-Траспонтина со 2 января 1696 по 3 марта 1721. Кардинал-священник с титулом церкви Санта-Прасседе с 3 марта 1721 по 31 июля 1726. Кардинал-священник с титулом церкви Сан-Лоренцо-ин-Лучина с 31 июля 1726 по 9 сентября 1727. Кардинал-протопресвитер с 31 июля 1726.

## Ранние годы
Родился Джузеппе Сакрипанте 19 марта 1642 или 1643 года, в Нарни. Старший из четырёх детей Джачинто Сакрипанте и Виттории де Базилис. Его фамилия также указана как Сакрипанти. Его племянником был кардинал Карло Мария Сакрипанте.
Изучал сначала литературу, затем право в Риме.
Работал с Джакомо Приоли, аудитором Трибунала Священной Римской Роты, которому он наследовал, когда аудитор тяжело заболел. Консисторский адвокат с 1684 года.
Субдатарий Апостольской Датарии с 17 апреля 1687 года, был подтверждён на своём посту новым Папой Александром VIII, 10 октября 1689 года и снова Папой Иннокентием XII, 16 июля 1691 года. Аббревиатор Римской курии, 6 ноября 1688 года. Каноник Патриаршей Латеранской базилики. Секретарь Конгрегаций Авиньона и Лорето. Референдарий Трибуналов Апостольской Сигнатуры Правосудия и Милости, сохранив свой пост консисторского юриста, 24 апреля 1690 года. Секретарь Мемориальных дат, сохранив должность субдатария, 1695 год.
Дата рукоположения неизвестна.

## Кардинал
Джузеппе Сакрипанте был возведён в сан кардинала-священника на консистории от 12 декабря 1695 года. получил красную шляпу и титул церкви Санта-Мария-ин-Траспонтина со 2 января 1696 года. Префект Священной Конгрегации Тридентского собора со 2 января 1696 года до 4 декабря 1700 года.
Участвовал в Конклаве 1700 года, который избрал Папу Климента XI. Апостольский про-датарий с 4 декабря 1700 года. Префект Священной Конгрегации Пропаганды Веры с 9 декабря 1704 года и до своей смерти. Камерленго Священной Коллегии кардиналов с 26 января 1705 года до 25 января 1706 года. 3 марта 1721 года получил титулярную церковь Санта-Прасседе.
Участвовал в Конклаве 1721 года, который избрал Папу Иннокентия XIII.
Участвовал в Конклаве 1724 года, который избрал Папу Бенедикта XIII. 31 июля 1726 года получил титулярную церковь Сан-Лоренцо-ин-Лучина и титул кардинала-протопресвитера.
Скончался кардинал Джузеппе Сакрипанте 4 января 1727 года, в Риме. Тело было выставлено в церкви Сант-Иньяцио, в Риме, где состоялись похороны, и погребён в гробнице, которую он построил для себя в той же самой церкви.